# Il re alla rivista delle truppe reduci dalle grandi manovre l'8 settembre 1899
Il re alla rivista delle truppe reduci dalle grandi manovre l'8 settembre 1899  è un film del 1899 dedicato al re d'Italia Umberto I d'Italia che passa in rivista militare delle truppe reduci l'8 settembre 1899.